# Tourbillon (physique)
Pour les articles homonymes, voir Tourbillon.

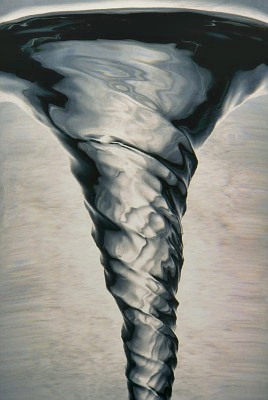
Tourbillon d'eau dans une bouteille.

Un tourbillon est, en dynamique des fluides, une région d'un fluide dans laquelle l'écoulement est principalement un mouvement de rotation autour d'un axe, rectiligne ou incurvé. Ce type de mouvement s'appelle écoulement tourbillonnaire. On en observe à toutes les échelles, depuis le tourbillon de vidange d'une baignoire jusqu'à ceux des atmosphères des planètes, en passant par les sillages observés au voisinage d'un obstacle situé dans un écoulement liquide ou gazeux. Une fois formés, les tourbillons peuvent se déplacer, s'étirer, se tordre et interagir de manière complexe. 
Une façon simple de visualiser le tourbillon est de considérer un fluide en mouvement dans lequel on délimite un petit volume supposé rigide. Si ce volume tourne par rapport à un référentiel au lieu d'être en translation, il appartient à un tourbillon.

## Terminologie

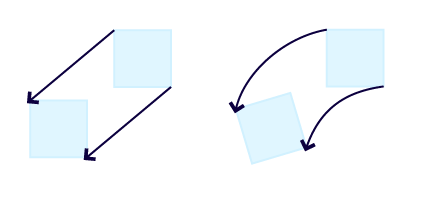
Mouvement d'un petit volume (rigide) de fluide : translation simple à gauche ; rotation à droite, caractéristique du tourbillon.

Un tourbillon est le mouvement courbé d'une particule fluide en rotation autour d'un axe tel que décrit dans le schéma ci-contre à droite. Le mot est généralement associé au vecteur tourbillon porté par l'axe de rotation qui se calcule comme le rotationnel de la vitesse et a une intensité double de celle du vecteur rotation,. Le mot vortex, parfois utilisé comme synonyme, représente généralement en français un tourbillon de grand diamètre, alors qu'il possède en anglais un sens plus proche de tourbillon comme décrit antérieurement.
En français, l'intensité de la rotation est parfois appelé la « vorticité » (du latin vortex), mais généralement ce mot est plutôt réservé à la zone tourbillonnaire d'une masse de fluide elle-même (nappe de vorticité),. Par contre, en anglais, le mot vorticity désigne généralement le champ de (pseudo-)vecteurs tourbillons, l'effet de ceux-ci dans une zone finie étant mesuré, comme en français, par la « circulation ».

## Vecteur tourbillon
Selon la présentation la plus courante dans la littérature anglophone, le vecteur tourbillon {\displaystyle {\vec {\omega }}} est défini comme le rotationnel du champ de vitesse du fluide, : 
où {\displaystyle {\vec {V}}} est le vecteur tri-dimensionnel de vitesse selon les coordonnées x, y et z et {\displaystyle {\vec {\nabla }}} l'opérateur nabla.
Une autre approche (plus courante dans la littérature francophone) définit la vorticité {\displaystyle {\vec {\omega }}} comme le rotationnel de la vitesse du fluide, et le tourbillon {\displaystyle {\vec {\Omega }}} comme la moitié de la vorticité,, ce qui correspond à la vitesse instantanée de rotation :
Dans les deux approches, le tourbillon est une quantité vectorielle dont la direction est le long de l'axe de rotation du fluide. Ainsi, pour un flux à deux dimensions quelconque (a et b), le vecteur de tourbillon se retrouve dans l'axe perpendiculaire au plan de rotation (c) et l'équation se réduit à :
Lorsque le vecteur tourbillon est nul en tout point, on parle d'écoulement non tourbillonnaire (ou irrotationnel). Lorsqu'il est non nul dans une région, l’écoulement est dit tourbillonnaire.

## Utilisations

### Météorologie et océanographie
En météorologie et en océanographie physique, le tourbillon est une propriété importante du comportement à grande échelle de l'atmosphère et de l'océan. Les deux circulations, circulation atmosphérique et circulation océanique, étant surtout horizontales, le vecteur tourbillon pour ces deux milieux est généralement vertical. Donc si on reprend la formulation précédente, on obtient le tourbillon relatif en un point au-dessus de la Terre ({\displaystyle \scriptstyle V_{r}} pour vitesse relative) :
Cette expression ne tient cependant pas compte du mouvement du référentiel qu'est la Terre. En effet, cette dernière est en rotation elle-même dans l'espace et nous devons ajouter la rotation induite par la force de Coriolis pour obtenir le tourbillon absolu ({\displaystyle \scriptstyle V_{a}} pour vitesse absolue) :
En utilisant le paramètre de Coriolis, {\displaystyle \scriptstyle f=\scriptstyle 2\scriptstyle \Omega \scriptstyle \sin \scriptstyle \phi } où {\displaystyle \scriptstyle \Omega } est la rotation terrestre et {\displaystyle \scriptstyle \phi } la latitude, nous obtenons :

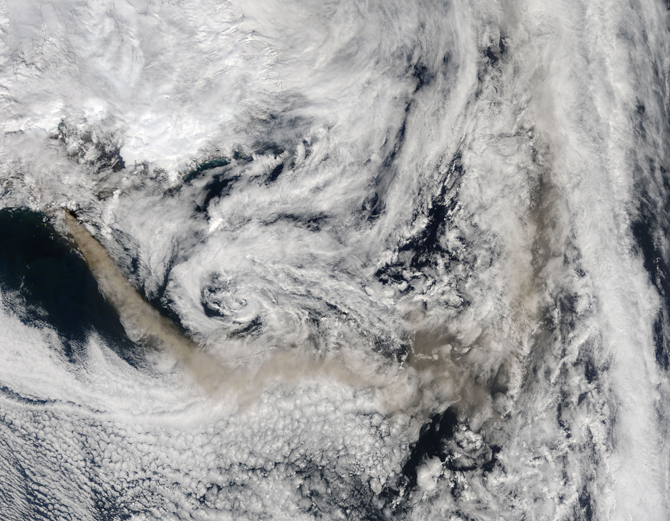
Tourbillon dans la couverture nuageuse.

Pour l'atmosphère et l'océan, les déplacements étant horizontaux, ce paramètre est souvent appelé tourbillon vertical planétaire, le tourbillon planétaire étant le double du vecteur rotation terrestre, soit {\displaystyle \scriptstyle 2\scriptstyle \Omega }. Dans l'hémisphère nord, le tourbillon est positif pour une rotation anti-horaire (cyclonique) et négatif pour une rotation horaire (anti-cyclonique). C'est l'opposé dans l'hémisphère sud. Le tourbillon en un point de l'atmosphère n'est pas conservatif en lui-même car l'épaisseur de la couche d'air peut être étirée ou compressée par le mouvement de l'air (ex. passage au-dessus d'une montagne). Cependant, le tourbillon total dans la colonne d'air est lui conservateur et on le nomme tourbillon potentiel. En effet, en général, l'air subit une compression ou une décompression adiabatique, l'entropie est conservée et le tourbillon total de la colonne ne change pas. Le tourbillon potentiel devient donc une façon de suivre les mouvements verticaux dans une masse d'air avec température potentielle constante.
En météorologie, l'une des approximations est celle de l'atmosphère barotrope où il n'y a pas de variation de température dans une masse d'air. L'équation de tourbillon barotrope est donc une façon simple de prévoir le déplacement des creux et crêtes d'onde longue à une hauteur de 50 kPa. Dans les années 1950, le premier programme de prévision numérique du temps utilisa cette équation. Mais c'est l'advection de tourbillon positive dans un système barocline qui crée la cyclogénèse, le développement des dépressions des latitudes moyennes, et l'advection négative qui génère les anticyclones. Elle fait partie des équations primitives atmosphériques qui sont utilisés dans les modèles modernes.

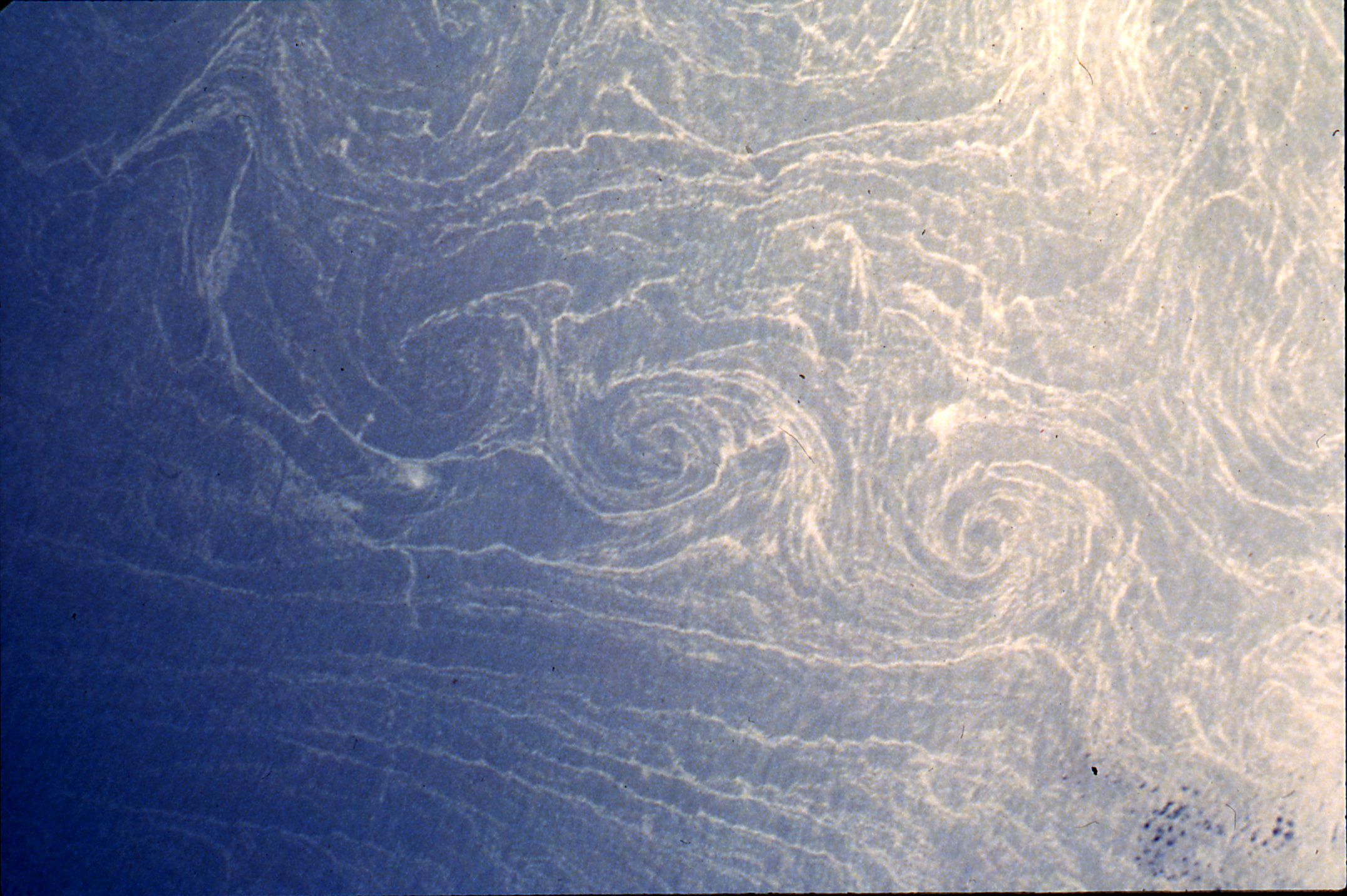
Tourbillons en Méditerranée.

En océanographie, les tourbillons sont particulièrement étudiés pour leur capacité à conserver les propriétés de salinité et de température dans le temps. En effet, ils constituent des lentilles d'eau de plusieurs kilomètres à plusieurs dizaines kilomètres de diamètre et de plusieurs dizaines à plusieurs centaines de mètres de hauteur. Ils sont usuellement de longue durée de vie (plusieurs semaines à plusieurs mois, voire plusieurs années). Leur dynamique est fortement influencée par la rotation de la Terre et par la stratification en densité des océans. On fait souvent la différence entre les tourbillons océaniques en général (« eddies » en anglais) et ceux résultant de l'instabilité des grands courants de bord ouest de ceux-ci, que l'on appelle "anneaux" (« rings » en anglais). Certains tourbillons sont créés par des courants profonds, en particulier les courants d'eau salée qui sortent de la mer Méditerranée par le détroit de Gibraltar. Ces derniers, que l'on appelle "meddies" (Mediterranean Water Eddies), arrivent au milieu de l'Atlantique après plusieurs années et y disparaissent par collision avec la dorsale médio-Atlantique. Les tourbillons sont recherchés par les sous-marins militaires pour cacher leur signature sonar. En effet la différence de température et de salinité du tourbillon crée une interface opaque.

### Mécanique des fluides

#### Généralités

Tourbillon dans une anfractuosité d'une rive de sable.

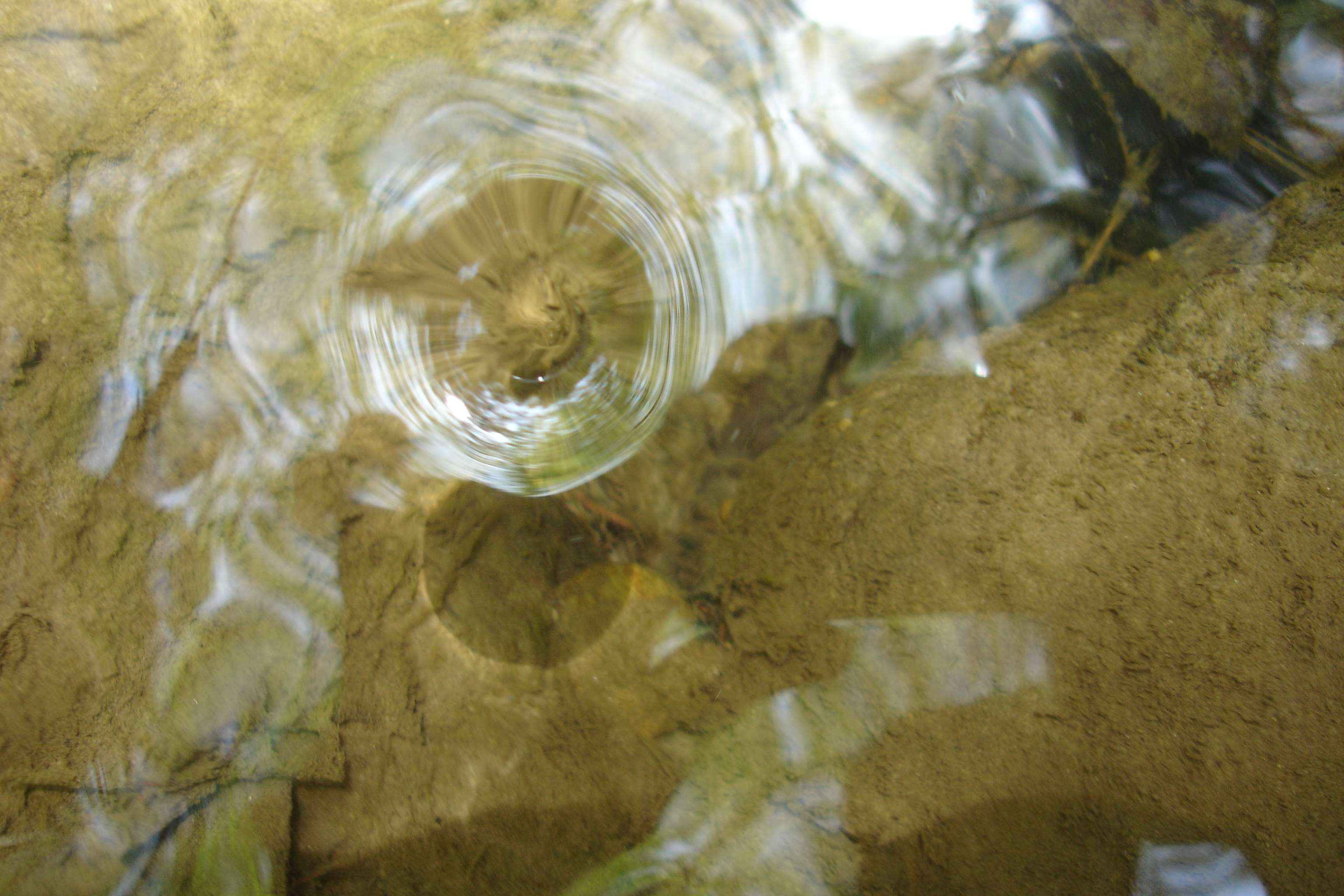
Petit remous dans une rivière de l'Ohio

Pour voir des tourbillons il suffit d'observer une rivière dont le fond ou la rive n'est pas trop homogène (images ci-contre à droite). Le tourbillon est un phénomène très courant dans tous les aspects de la mécanique des fluides. Il complique souvent l'analyse des phénomènes au point de conduire à inventer l'approximation de l’écoulement irrotationnel qui couvre la majeure partie du domaine considéré, les zones tourbillonnaires recevant un traitement spécifique. Loin de toute paroi un écoulement est généralement laminaire : les particules fluides voisines à un instant donné restent voisines aux instants suivants et les seules pertes d'énergie, faibles, sont liées à la viscosité du fluide. Dans des circonstances différentes il peut devenir turbulent avec, dans une certaine zone, une apparence très désordonnée qui se traduit par une dissipation d'énergie. Celle-ci est liée à des tourbillons dont la taille, la localisation et l'orientation varient constamment. 
La transition laminaire/turbulent se produit souvent d'une manière progressive, le cas laminaire correspondant aux très faibles vitesses. Dans une conduite les pertes de charge sont liées à la viscosité qui crée progressivement au voisinage de la paroi une couche limite dans laquelle se concentrent les pertes d'énergie par frottement visqueux. Dans le cas des écoulements autour de corps profilés, la transition laminaire/turbulent de la couche limite se produit lorsque la vitesse, plus précisément le nombre de Reynolds, atteint un certain seuil (voir l'article crise de traînée).
Outre le cas général de la turbulence, il existe des cas spécifiques de tourbillons.

#### Tourbillons de poussière

Tourbillon de poussière dans un champ en Allemagne.

Dans la vie courante, il n'est pas rare d'observer dans les zones dégagées des tourbillons de poussière, ceci même dans les régions tempérées. Ils se forment par beau temps, lorsque de l'air sec et instable entre en rotation et soulève la poussière ou le sable du sol. Ces tourbillons ont un diamètre allant de quelques centimètres à plus de 10 mètres, ont une extension verticale allant de quelques mètres à plus de mille mètres et ne peuvent qu'engendrer des vents de quelques dizaines de kilomètres par heure au maximum. La grande majorité des tourbillons de poussière ne sont pas dangereux en soi mais peuvent être assez puissants pour soulever des objets légers comme de petites branches d'arbre ou encore des installations sommaires telles que des toiles de tente qui peuvent alors devenir sources de blessures. Cela dit, le 7 mai 2006, à Trenton (Dakota du Nord) une fillette de 4 ans jouant sur un trampoline fut soulevée à 8 mètres d'altitude, et en réchappa avec des blessures mineures.

Tourbillon de poussière sur Mars.

Ce phénomène est également attesté sur Mars, et pourrait se produire sur Titan,. Une étude présentée à une conférence sur les études planétaires en 2020 calcule que ces tourbillons pourraient se produire sur tout corps planétaire où on retrouve de la poussière et une atmosphère supportant la convection, leur intensité et dimensions dépendant des facteurs locaux.

#### Tourbillons de portance

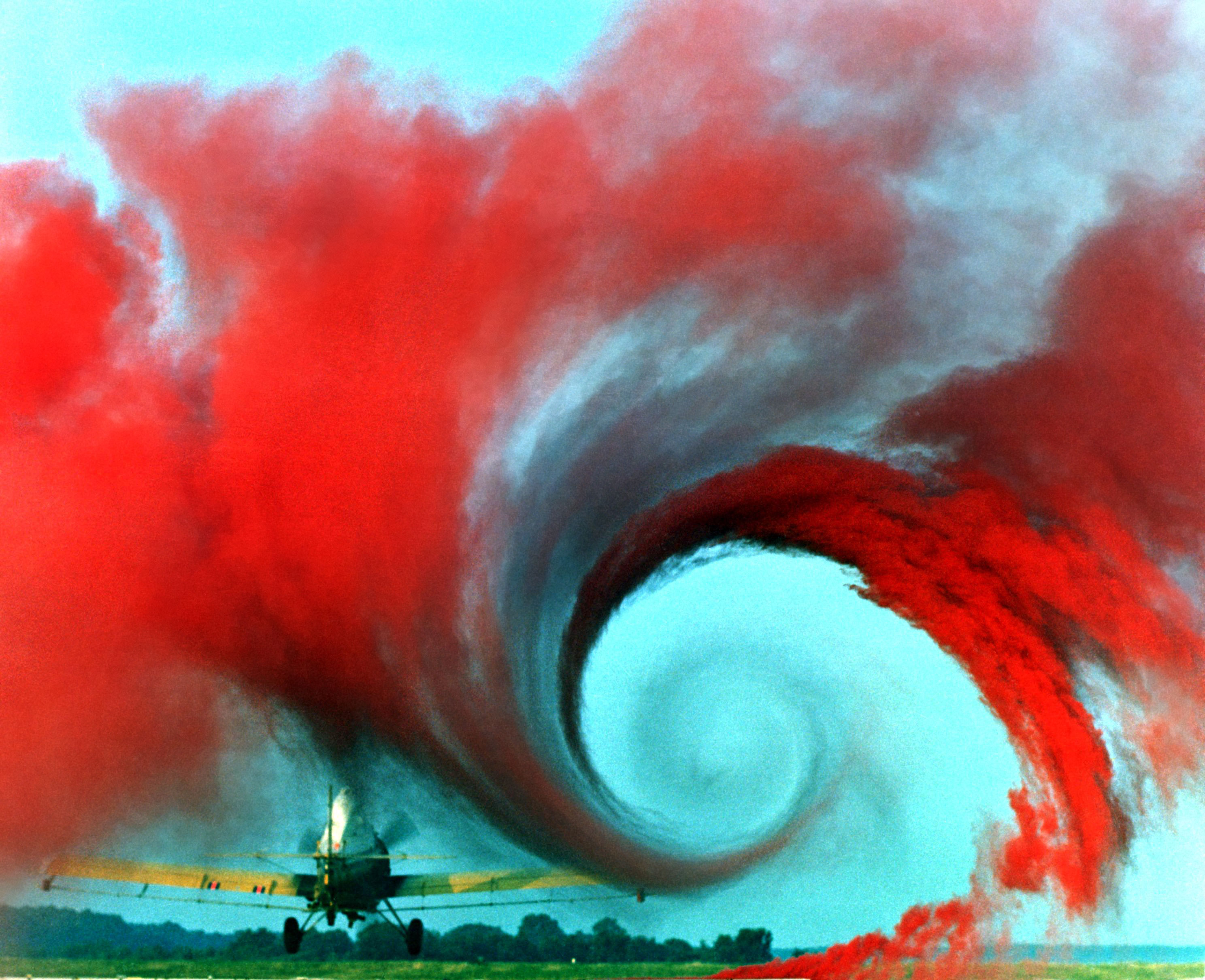
Tourbillon de bout d'aile montré par de la fumée

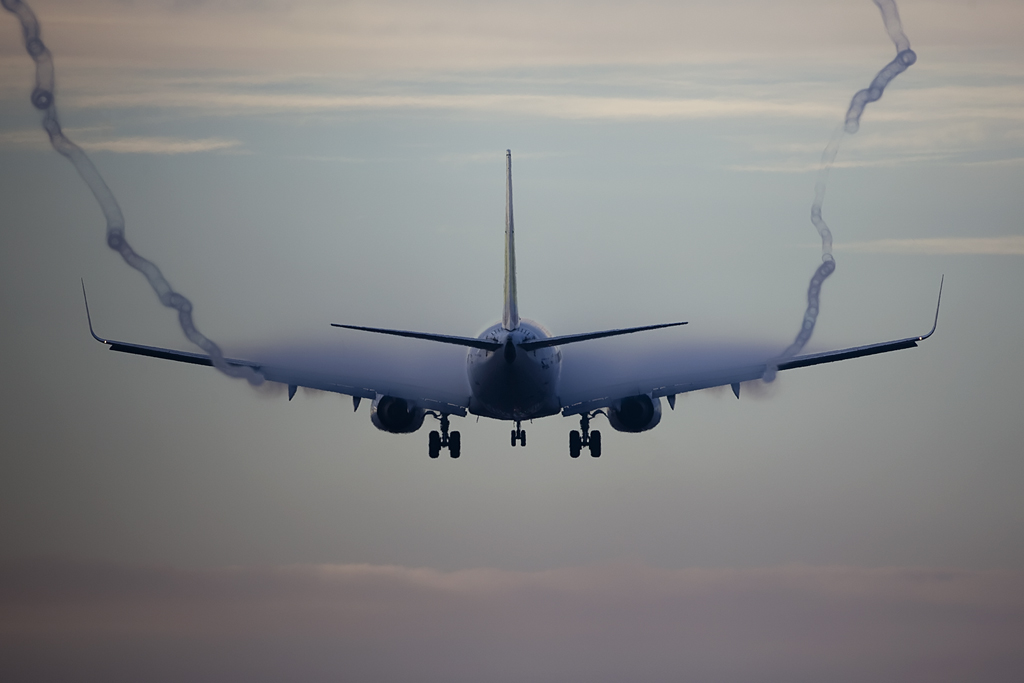
Vortex visible dans le sillage d'un Boeing 737-800 de transavia.com

Les pertes d'énergie sur un profil d'aile d'avion se traduisent par une résistance à l'avancement appelée traînée dans la direction de l'écoulement mais le profil ne peut se contenter de consommer de l'énergie pour avancer, il doit également fournir une portance pour sustenter l'avion. Celle-ci est indépendante du nombre de Reynolds : elle est liée à la circulation, intégrale curviligne de la vitesse le long du contour du profil, par le théorème de Kutta-Jukowski et peut s'interpréter comme simulant un gros tourbillon qui permet de faire disparaître la vitesse infinie au bord de fuite.
Le résultat obtenu pour un profil s'applique à une aile d'envergure infinie (de grande envergure comme sur les planeurs). Sur une aile d'envergure finie d'autres tourbillons se forment en bout d'aile pour compliquer le phénomène et modifier la portance.

#### Tourbillons de Bénard-Karman

Animation du phénomène.

Lors d'un écoulement autour d'un corps non profilé, comme un cylindre à section circulaire, la transition entre les régimes laminaire et turbulent est remplacée par un régime tourbillonnaire dans lequel l'énergie de translation se transforme en énergie de rotation avant de devenir une énergie de dissipation en régime turbulent. Deux tourbillons symétriques apparaissent à une certaine vitesse, grossissent symétriquement lorsque celle-ci croît jusqu'à ce que l'un d'eux expulse l'autre qui est alors remplacé par un nouveau. C'est le phénomène de tourbillons alternés nommé allée de tourbillons de Bénard-Karman dont la fréquence d'émission (ou de détachement) peut être caractérisée par un nombre adimensionnel, le Nombre de Strouhal. Si la fréquence de détachement des tourbillons est proche de la fréquence propre d'un câble elle peut exciter une résonance qui le fait « chanter » (par exemple dans le cas des orgues éoliennes). Mais en général ce sera les détachements successifs et périodiques des tourbillons de Bénard-Karman qui pourront s'entendre (cas du fameux "fil qui chante", fil du télégraphe ainsi nommé par les amérindiens).

#### Vie et mort des tourbillons

Tourbillon dans un angle de rue

Le destin d'un tourbillon est de faire naître des tourbillons plus petits, par un processus appelé cascade turbulente (ou cascade de Richardson) : la division des grands tourbillons en tourbillons plus petits permet un transfert d'énergie des grandes échelles vers les petites échelles données par la dimension de Kolmogorov : À l'issue de ce transfert, les tourbillons les plus petits dissipent l'énergie qu'ils ont reçue des plus grands tourbillons (comme les dépressions météo par exemple), ceci à cause de la viscosité qui, aux petites échelles, devient prépondérante. Cette cascade turbulente explique, par exemple, l'atténuation progressive et la mort des cyclones tropicaux, ainsi que la transformation de leur énergie cinétique en chaleur. Ainsi le tourbillon de coin de rue ci-contre peut donc être vu comme le dernier état à micro-échelle de la dépression synoptique qui l'a causé.

## Histoire
Au XVIIe siècle, la théorie des tourbillons fut pendant un temps une rivale de la Loi universelle de la gravitation d'Isaac Newton, puis cette théorie fondée sur des tourbillons a été abandonnée.